# 올림픽 카타르 선수단
올림픽 카타르 선수단은 카타르를 대표하여 올림픽에 참가하는 선수단이다. 카타르는 10차례 하계 올림픽에 출전했다. 동계올림픽에 출전한 적은 없다. 첫 올림픽 금메달은 2020년 하계 올림픽 역도 부문에서 파레스 엘바크(Fares El-Bakh)가 획득했으며, 남자 높이뛰기에서 무타즈 에사 바르심(Mutaz Essa Barshim)이 금메달을 획득했다. 그들은 또한 은메달 1개와 동메달 4개를 획득했다.
2008년 하계 올림픽 이후 카타르는 사우디아라비아, 브루나이와 함께 올림픽에 여자 선수를 파견한 적이 없는 단 세 나라 중 하나였다. 2010년 국제 올림픽 위원회는 이들 국가에 여성의 참가를 허용하고 촉진하도록 "압박"할 것이라고 발표했으며, 그 직후 카타르 올림픽 위원회는 2012년 런던 하계 올림픽에 "사격과 펜싱 부문에 최대 4명의 여성 선수를 파견하기를 희망한다"고 발표했다. 카타르는 궁극적으로 대표단에 4명의 여성 운동 선수를 포함시켰다.
카타르 올림픽 위원회는 1979년에 결성되었고 1980년에 IOC의 승인을 받았다.